# Atelopus exiguus
Atelopus exiguus is een kikker uit de familie padden (Bufonidae) en het geslacht klompvoetkikkers (Atelopus). De soort komt endemisch voor in Ecuador. Atelopus exiguus werd voor het eerst wetenschappelijk beschreven door Oskar Boettger in 1892.

## Verspreiding
Atelopus exiguus leeft in een relatief klein gebied aan de oostelijke zijde van de Andes in het zuiden van Ecuador en het komt voor in delen van het Nationaal park Cajas en het Bosque Protector Mazán. De soort leeft in bosgebieden zoals nevelwoud op hoogtes tussen 2.800 en 3.850 meter boven zeeniveau. Atelopus exiguus was voorheen algemeen, maar tegenwoordig resteren nog slechts enkele kleine populaties. Door de internationale natuurbeschermingsorganisatie IUCN wordt Atelopus exiguus daarom beschouwd als 'kritiek'. Bioparque Amaru heeft een fokprogramma opgezet voor Atelopus exiguus.

## Uiterlijke kenmerken
Atelopus exiguus wordt 21 tot 34 millimeter lang, waarbij de vrouwtjes wat groter worden dan de mannetjes. De kikker heeft een geelgroene huid met witte spikkels en zwarte banden op de flanken. De handen zijn zwart van kleur. De buik is geel of oranje. Atelopus exiguus heeft een kleine, platte kop. Boven de beide ogen bevindt zich een kleine kam. De iris is zwart met een heldere rand rondom de pupil.

## Leefwijze
Atelopus exiguus is dagactief en leeft tussen vegetatie nabij rivieren en beekjes. Vrouwelijk dieren leven dieper in het bos dan de mannetjes. Krekels, mieren en spinnen zijn het voornaamste voedsel. Atelopus exiguus schuilt onder boomstronken, boomstammen en rotsen.